# جامعة بالاسكو

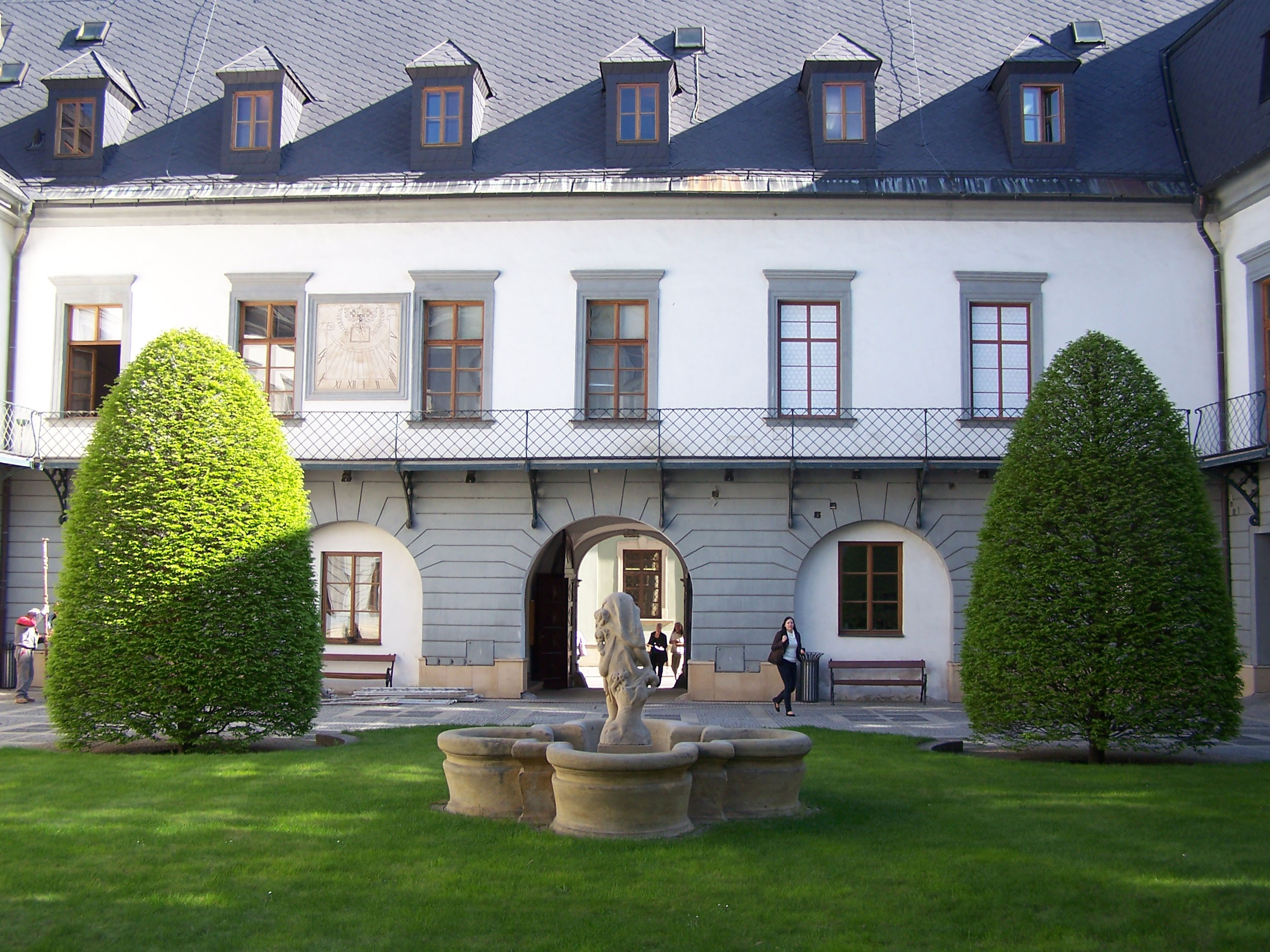
فناء كلية الفلسفة

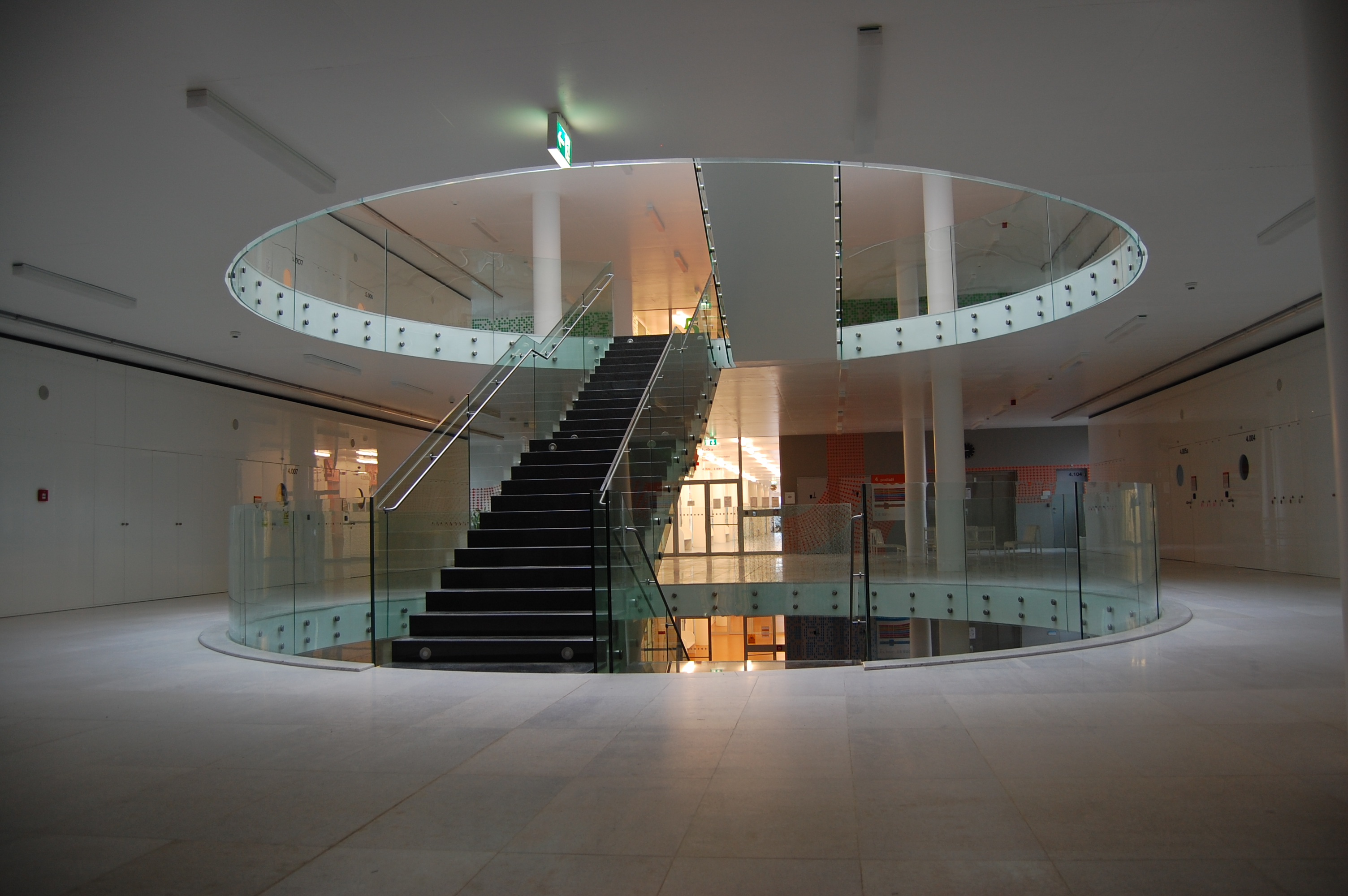
درج كلية العلوم الطبيعية

جامعة بالاسكو أولوموتس هي أقدم جامعة في مورافيا وثاني أقدم جامعة في جمهورية التشيك. تأسست عام 1573 كجامعة عامة وأدارها اليسوعيون في أولوموتس التي كانت عاصمة مورافيا في ذلك الوقت ومقراً لأساقفة الرومان الكاثوليك. في بداياتها، كانت تدرس الإلهيات فقط، ثمة سرعان ما أضافت مجالات الفلسفة والقانون والطب.
بعد أن أجرى الملك البوخيكي جوزيف الثاني إصلاحات في عقد 1770، أصبحت الجامعة حكومية التوجه، لكنها اليوم جامعة عامة. أثناء ثورات 1848 في مناطق هابسبورغ لعب طلاب الجامعة ومدرسوها دوراً نشطاً للغاية في دعم الديمقراطية. أما الملك المحافظ فرانتس يوزف الأول فقد أغلق معظم كلياتها خلال عقد 1850، لكن أعيد فتحها بفضل الجمعية الوطنية المؤقتة في 21 شباط 1946. كما غيّر قانون الجمعية اسم الجامعة بإضافة اسم المدينة «أولوموتس» إلى اسم فرانتيشك بالاسكو وهو مؤرخ وسياسي مورافي من القرن 19.
الجامعة اليوم هي مثال على جامعة قديمة في بلدة صغيرة، كجامعة ييل في نيو هيفن (كونيتيكت) وجامعة توبنغن في توبنغن. يبلغ عدد سكان أولوموتس حوالي 100,000 نسمة و25.000 طالب في الجامعة، وهي أعلى نسبة كثافة طلابية في جامعات أوروبا الوسطة.